# 1991年沙雅县“11·13”运钞车抢劫案
沙雅县11·13运钞车抢劫案是1991年11月13日发生在中国新疆维吾尔自治区沙雅县的一起银行运钞车抢劫案，由东突厥伊斯兰改革党策划实施。

## 背景
东突厥伊斯兰改革党成立于20世纪60年代，发起人是库车县农民阿布力克木·买合苏木阿吉。该发起人因此被判刑，80年代获释，因熟悉伊斯兰教，加之当时政策宽松，政府任命他担任叶城县政协副主席、新疆维吾尔自治区伊斯兰协会常委。他在库车开办宗教学校，招募培养800名塔里甫。他公开宣称，“你们关了我20年，我要用30年实现新疆独立，夺回被你们剥夺的20年”、“十年舆论宣传，十年游击战，十年正规战”。1990年巴仁乡暴乱，宗教学校被关闭，八百弟子散落全疆各地。

## 简介
1991年11月13日，东突厥伊斯兰改革党在沙雅县制造了一起银行运钞车抢劫案，抢劫中国农业银行棉花款50万元。这是中华人民共和国成立以来，该国最大的一起银行运钞车抢劫案。随后，抢劫者转移至喀什地区叶城县的一所不引人注目的院落中，在该院落建立了新疆维吾尔自治区境内第一个恐怖训练基地，该基地先后培训了3期共62名恐怖分子。其后几年，他们在新疆制造数起暴力恐怖案件。